# (2015) Kachuevskaya
(2015) Kachuevskaya es un asteroide que forma parte del cinturón de asteroides y fue descubierto por Liudmila Vasílievna Zhuravliova desde el Observatorio Astrofísico de Crimea, en Naúchni, el 4 de septiembre de 1972.

## Designación y nombre
Kachuevskaya se designó al principio como 1972 RA3.
Posteriormente fue nombrado en honor de la combatiente rusa Natalia Kachúevskaia muerta en la batalla de Stalingrado.

## Características orbitales
Kachuevskaya está situado a una distancia media de 2,336 ua del Sol, pudiendo acercarse hasta 2,093 ua y alejarse hasta 2,578 ua. Tiene una inclinación orbital de 11,91 grados y una excentricidad de 0,1039. Emplea en completar una órbita alrededor del Sol 1304 días.

## Características físicas
La magnitud absoluta de Kachuevskaya es 12,1 y el periodo de rotación de 42,53 horas.